# Rali da Argentina de 2005
Resultados do 25º Rally Argentina.

## Classificação Final
| 1   | 1 M  | Sébastien Loeb Daniel Elena             | França · Mónaco           | Citroën Xsara WRC Citroën Total                     | 3:55.36,5 0         |  |                   |
| 2   | 7 M  | Marcus Grönholm Timo Rautiainen         | Finlândia · Finlândia     | Peugeot 307 WRC Marlboro Peugeot Total              | 3:56.02,5 26,1      |  |                   |
| 3   | 5 M  | Petter Solberg Phil Mills               | Noruega · Reino Unido     | Subaru Impreza WRC Subaru World Rally Team          | 3:56.41,7 1.05,3    |  |                   |
| 4   | 3 M  | Toni Gardemeister Jakke Honkanen        | Finlândia · Finlândia     | Ford Focus WRC BP Ford World Rally Team             | 3:58.14,4 2.38,0    |  |                   |
| 5   | 9 M  | Harri Rovanperä Risto Pietiläinen       | Finlândia · Finlândia     | Mitsubishi Lancer WRC Mitsubishi Motors Motorsports | 3:58.20,0 2.43,6    |  |                   |
| 6   | 8 M  | Markko Märtin Michael Park              | Estónia · Reino Unido     | Peugeot 307 WRC Marlboro Peugeot Total              | 3:59.58,6 4.22,2    |  |                   |
| 7   | 2 M  | François Duval Sven Smeets              | Bélgica · Bélgica         | Citroën Xsara WRC Citroën Total                     | 4:01.05,5 5.29,1    |  |                   |
| 8   | 16   | Manfred Stohl Ilka Minor                | Áustria · Áustria         | Citroën Xsara WRC OMV World Rally Team              | 4:01.19,3 5.42,9    |  |                   |
| 9   | 6 M  | Chris Atkinson Glenn MacNeall           | Austrália · Austrália     | Subaru Impreza WRC Subaru World Rally Team          | 4:01.35,6 5.59,2    |  |                   |
| 10  | 17   | Xavier Pons Carlos del Barrio           | Espanha · Espanha         | Citroën Xsara WRC OMV World Rally Team              | 4:04.01,5 8.25,1    |  |                   |
| 11  | 4 M  | Roman Kresta Jan Možný                  | Chéquia · Chéquia         | Ford Focus WRC BP Ford World Rally Team             | 4:04.14,6 8.38,2    |  |                   |
| 12  | 14   | Antony Warmbold Michael Orr             | Alemanha · Reino Unido    | Ford Focus WRC BP Ford World Rally Team             | 4:04.34,6 8.58,2    |  |                   |
| 13  | 19   | Marcos Ligato Rubén García              | Argentina · Argentina     | Peugeot 206 WRC Bozian Racing                       | 4:09.29,5 13.53,1   |  |                   |
| 14  | 15   | Luís Pérez José Volta                   | Argentina · Argentina     | Ford Focus WRC BP Ford World Rally Team             | 4:10.48,1 15.11,7   |  |                   |
| 15  | 18   | Daniel Carlsson Mattias Andersson       | Suécia · Suécia           | Peugeot 206 WRC Bozian Racing                       | 4:13.57,0 18.20,6   |  |                   |
| 16  | 11 M | Armin Schwarz Klaus Wicha               | Alemanha · Alemanha       | Škoda Fabia WRC Škoda Motorsport                    | 4:17.25,4 21.49,0   |  |                   |
| 17  | 33 P | Nasser Al-Attiyah Chris Patterson       | Catar · Reino Unido       | Subaru Impreza WRX STI                              | 4:21.41,6 26.05,2   |  |                   |
| DQ  | 37 P | Mark Higgins Trevor Agnew               | Reino Unido · Reino Unido | Subaru Impreza WRX STI                              | N 4                 |  | 4:24.17,8 28.41,4 |
| 18  | 21   | Ricardo Triviño Claudio Bustos          | México · Argentina        | Peugeot 206 WRC                                     | 4:28.42,5 33.06,1   |  |                   |
| DQ  | 42 P | Federico Villagra Javier Villagra       | Argentina · Argentina     | Mitsubishi Lancer Evo 8                             | N 4                 |  | 4:33.44,3 38.07,9 |
| 19  | 43 P | Angelo Medeghini Barbara Capoferri      | Itália · Itália           | Mitsubishi Lancer Evo 8 Kome Sport                  | 4:35.10,4 39.34,0   |  |                   |
| 20  | 48 P | Luis Ignacio Rosselot Ricardo Rojas     | Chile · Chile             | Mitsubishi Lancer Evo 8                             | 4:35.29,8 39.53,4   |  |                   |
| 21  | 65   | Matías Sas Rubén Quiróz                 | Argentina · Argentina     | Mitsubishi Lancer Evo 8                             | 4:37.05,7 41.29,3   |  |                   |
| 22R | 38 P | Fabio Frisiero Giovanni Agnese          | Itália · Itália           | Subaru Impreza WRX STI                              | 4:46.50,3 51.13,9   |  |                   |
| 23R | 40 P | Gabriel Pozzo Daniel Stillo             | Argentina · Argentina     | Subaru Impreza WRX STI Subaru Argentina Rally Team  | 4:47.15,3 51.38,9   |  |                   |
| 24R | 44 P | Sebastián Beltrán Edgardo Galindo       | Argentina · Argentina     | Subaru Impreza WRX STI Subaru Argentina Rally Team  | 4:51.34,0 55.57,6   |  |                   |
| 25R | 64   | Nicolás Madero Guillermo Piazzano       | Argentina · Argentina     | Mitsubishi Lancer Evo 8                             | 4:56.39,5 1:01.03,1 |  |                   |
| 26  | 63   | Esteban Goldenhersch Diego Cagnotti     | Argentina · Argentina     | Mitsubishi Lancer Evo 8                             | 4:59.01,4 1:03.25,0 |  |                   |
| 27  | 78   | Javier Fernández Alberto Fernández      | Uruguai · Uruguai         | Mitsubishi Lancer Evo 8                             | 4:59.14,7 1:03.38,3 |  |                   |
| 28  | 79   | Juan Alonso Ernesto Gatti               | Argentina · Argentina     | Subaru Impreza WRX STI                              | 5:10.19,4 1:14.43,0 |  |                   |
| 29R | 76   | Homero Cuenca Rubén Cuenca              | Equador · Equador         | Subaru Impreza 555 Lojacar Team Ecuador             | 5:11.14,5 1:15.38,1 |  |                   |
| 30R | 61   | Roberto Sánchez Fabián Cretú            | Argentina · Argentina     | Subaru Impreza 555                                  | 5:11.40,3 1:16.03,9 |  |                   |
| 31  | 77   | Juan Odriozola Carlos Chioli            | Argentina · Argentina     | Mitsubishi Lancer Evo 6                             | 5:12.25,7 1:16.49,3 |  |                   |
| 32R | 83   | Ariel Pecci Alejandro Elvira            | Argentina · Argentina     | Mitsubishi Lancer Evo                               | 5:17.44,3 1:22.07,9 |  |                   |
| 33R | 84   | Carlos Luaces Mariano Maggi             | Argentina · Argentina     | Mitsubishi Lancer Evo 6                             | 5:20.48,6 1:25.12,2 |  |                   |
| 34  | 67   | Martín Gallusser Juan Carlos Uberti     | Argentina · Argentina     | Mitsubishi Lancer Evo 6                             | 5:24.21,3 1:28.44,9 |  |                   |
| 35R | 85   | Rodrigo Alenaz Martín De Carli          | Argentina · Argentina     | Subaru Impreza WRX STI                              | 5:31.40,7 1:36.04,3 |  |                   |
| 36  | 81   | Arturo Abella Nazar Alberto Alvarez     | Argentina · Argentina     | Mitsubishi Lancer Evo 6                             | 5:44.57,5 1:49.21,1 |  |                   |
| 37R | 100  | Javier Ritta Esteban Capretto           | Argentina · Argentina     | Seat Ibiza GTI 16V Hughes Competición               | 5:47.57,6 1:52.21,2 |  |                   |
| 38  | 107  | Guillermo Bottazzini Diego Deluca       | Argentina · Argentina     | Honda Civic VTI                                     | 5:53.20,3 1:57.43,9 |  |                   |
| 39  | 108  | Roberto Jauregui Juan Carlos Krackoviak | Argentina · Argentina     | Opel Vauxhall                                       | 5:59.06,9 2:03.30,5 |  |                   |
| 40  | 90   | Wakujiro Kobayashi Kohei Kusaka         | Japão · Japão             | Fiat Palio 16V                                      | 6:15.50,0 2:20.13,6 |  |                   |
| 41R | 105  | Gustavo Dechecchi Carlos Peña           | Argentina · Chile         | Renault Clio                                        | 6:26.39,1 2:31.02,7 |  |                   |
| 42R | 109  | Martin Ibarra Alejandro Gatti           | Argentina · Argentina     | Opel Vauxhall                                       | 6:30.25,6 2:34.49,2 |  |                   |
| 43R | 97   | Jorge Angeloni Jorge Roa                | Argentina · Argentina     | Seat Ibiza GTI 16V                                  | 6:31.09,8 2:35.33,4 |  |                   |
| 44R | 89   | Ricardo Bissio Eduardo Novelli          | Argentina · Argentina     | Fiat Palio 16V                                      | 6:38.40,4 2:43.04,0 |  |                   |
| 45  | 96   | José Alberto Nicolás Sergio Perugini    | Argentina · Argentina     | Fiat Palio 16V                                      | 6:41.46,6 2:46.10,2 |  |                   |

## Abandonos
| SS  | N.º  | Piloto Co-piloto                       | Nacionalidade             | Carro                                               | Classe   |  |
| --- | ---- | -------------------------------------- | ------------------------- | --------------------------------------------------- | -------- |  |
| R20 | 10 M | Gigi Galli Guido D'Amore               | Itália · Itália           | Mitsubishi Lancer WRC Mitsubishi Motors Motorsports | Gearbox  |  |
| R5  | 12 M | Jani Paasonen Jani Vainikka            | Finlândia · Finlândia     | Škoda Fabia WRC Škoda Motorsport                    | Acidente |  |
| R15 | 20   | Juan Pablo Raies Jorge Pérez           | Argentina · Argentina     | Subaru Impreza WRC                                  |          |  |
| R8  | 51 P | Brice Tirabassi Matthieu Baumel        | França · França           | Subaru Impreza WRX STI                              | Fire     |  |
| R14 | 60   | Jari-Matti Latvala Miikka Anttila      | Finlândia · Finlândia     | Subaru Impreza WRX STI                              |          |  |
| R18 | 62   | Luciano Bernardi Nicolás García        | Argentina · Argentina     | Mitsubishi Lancer Evo 8                             |          |  |
| R2  | 66   | Gonzalo Alenaz Laureano Grigera        | Argentina · Argentina     | Subaru Impreza WRX STI                              |          |  |
| R20 | 68   | Víctor Galeano Héctor Nunes            | Paraguai · Paraguai       | Mitsubishi Lancer Evo 6                             |          |  |
| R18 | 70   | Stefano Marrini Roberto Mometti        | Itália · Itália           | Mitsubishi Lancer Evo 7                             |          |  |
| R19 | 71   | Natalie Barratt John Bennie            | Reino Unido · Reino Unido | Subaru Impreza WRX STI                              |          |  |
| R14 | 72   | Jorge Marchetto Guillermo Abramián     | Argentina · Argentina     | Mitsubishi Lancer Evo                               |          |  |
| R19 | 73   | Ricardo Concha Emilio Acevedo          | Chile · Argentina         | Mitsubishi Lancer Evo 8                             |          |  |
| R4  | 74   | José Cantón Leonardo Suaya             | Argentina · Argentina     | Mitsubishi Lancer Evo 6                             |          |  |
| R11 | 80   | Eduardo Valdes Gustavo Beccaria        | Chile · Argentina         | Mitsubishi Lancer Evo 6                             |          |  |
| R6  | 82   | Alfredo Cravero Eliana Cravero         | Argentina · Argentina     | Subaru Impreza 555                                  |          |  |
| R4  | 86   | José Luis González Hugo Roberto Oropel | Argentina · Argentina     | Mitsubishi Lancer Evo 6                             |          |  |
| R17 | 92   | Alejandro Menéndez Marcelo Ayllon      | Argentina · Argentina     | Renault Clio                                        |          |  |
| R11 | 95   | Jorge Díaz José Freyre                 | Argentina · Argentina     | Fiat Palio 16V                                      |          |  |
| R15 | 98   | Diego Kopousshian Fernando Löbbe       | Argentina · Argentina     | Seat Ibiza GTI 16V                                  |          |  |
| R19 | 99   | Eduardo Cavalieri Eduardo Astorga      | Chile · Chile             | Peugeot 206 RC                                      |          |  |
| R14 | 101  | Benjamín Alvarez Luis Oyola            | Argentina · Argentina     | Seat Ibiza GTI 16V Villa María Rally Team           |          |  |
| R18 | 102  | César Liberatore Jorge Ramírez         | Argentina · Argentina     | Renault Clio                                        |          |  |
| R12 | 104  | Gabriel Allasia Eduardo Cabrera        | Argentina · Argentina     | Seat Ibiza GTI 16V                                  |          |  |
| R18 | 106  | Heriberto Ortíz Jorge Manzanelli       | Argentina · Argentina     | Fiat Palio 16V                                      |          |  |